# Залізничний туризм
Залізничний туризм — подорож, що здійснюється по залізниці на спеціалізованому залізничному транспортному складі фізичними особами в оздоровчих, пізнавальних, професійно-ділових і інших цілях, не пов'язаних з оплачуваною діяльністю й за визначеним маршрутом коли переміщення між місцями туристичної значущості поєднується із відпочинком туристів в поїзді, та із забезпеченням основних побутових послуг в ньому.

## Історія розвитку
Залізничний туризм розпочався фактично разом з виникненням залізниці. Першу туристичну поїздку організував у 1841 році англієць Томас Кук для 570 чоловік, де їм було надано комплекс послуг, включаючи харчування та духовий оркестр для розваги. Згодом він почав організовувати поїздки залізницею до багатьох міст, на великі заходи.
Залізничні туристичні подорожі в сучасному вигляді вперше організували брати Пульман, які заснували туристичну компанію «Вагон Лі».

## Види потягів за тривалістю залізничної подорожі
За тривалістю туристичні подорожі поділяються:
- одноденні (екскурсійні);
- короткочасні (2-3 дні);
- довготривалі.

У вагонах екскурсійного потягу (інші назви: потяги вихідного дня, приміські туристські потяги) спальні вагони не передбачені, є тільки місця для сидіння, які можуть крутитись навколо своєї осі. Деякі спеціалізовані потяги складаються тільки з вагонів-ресторанів.
Якщо подорож триває більше двох днів, то в потягах обов'язково є спальні вагони, вагони, які призначені для харчування (вагони-ресторани, бари, кафе, кухні). У вагонах можуть бути ванни, душ, сейфи. Крім того до потягу можуть бути включені господарські (багажні) вагони, службово-побутові вагони, де надаються медичні послуги, послуги перукаря, фотопослуги; вагон-дизель-електростанція, тощо.